# Język galicyjski

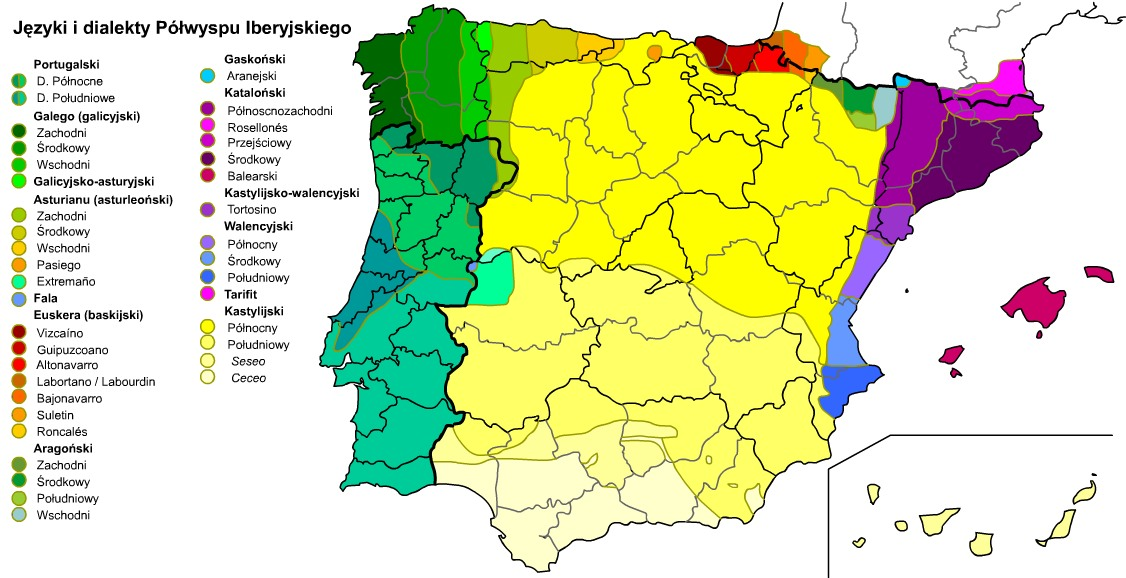
Języki i dialekty Półwyspu Iberyjskiego

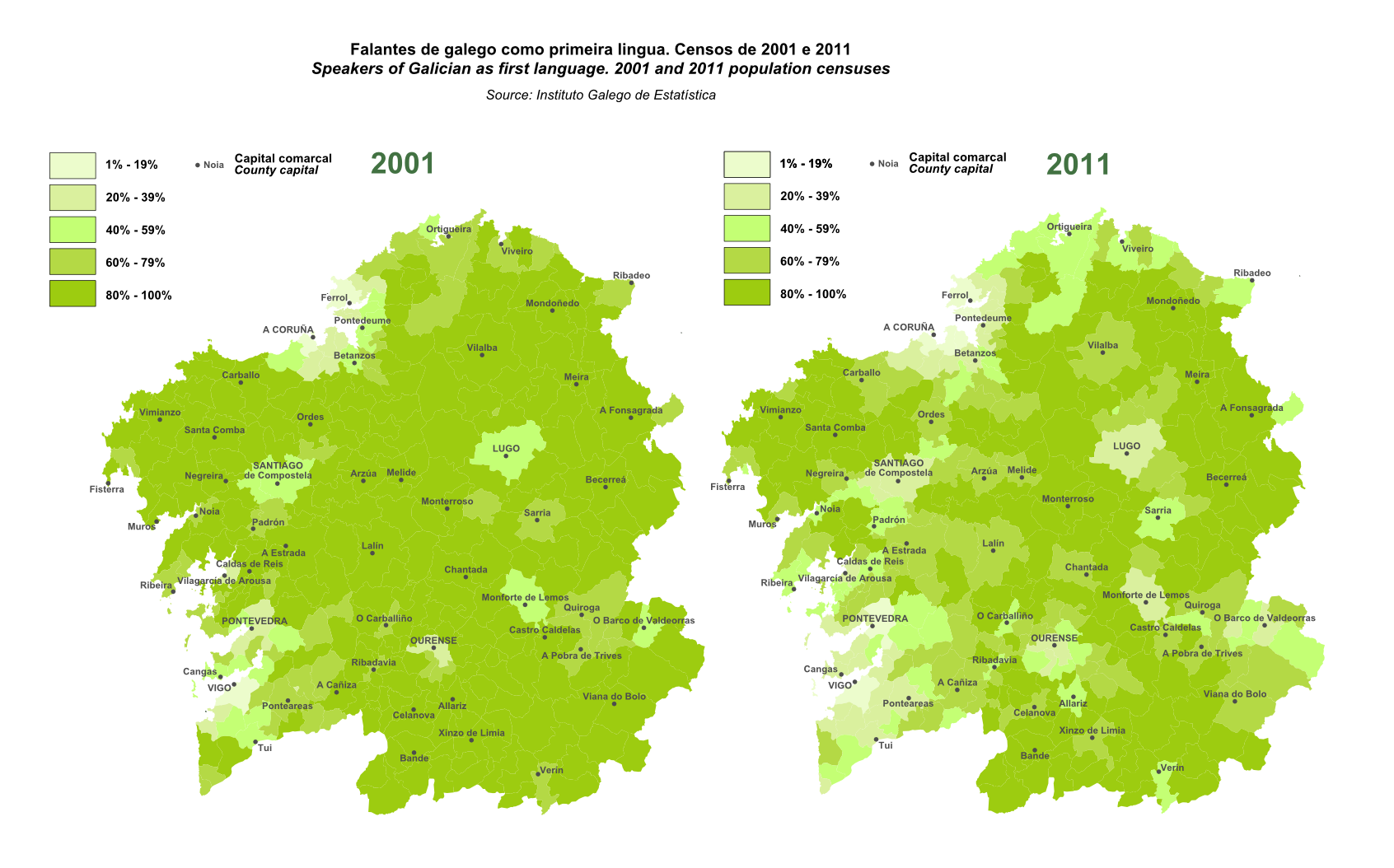
Procent ludności posługującej się na co dzień językiem galicyjskim na mapie regionu

Język galicyjski lub galisyjski (galic. galego, hiszp. gallego, port. galego) – język z grupy romańskiej języków indoeuropejskich, którym posługuje się ok. 3,2 mln mieszkańców hiszpańskiej Galicji (język urzędowy wraz z kastylijskim [hiszpańskim]) oraz sąsiednie prowincje Asturia, León i Zamora. Podtrzymywany jest także wśród wspólnot emigracyjnych Galisyjczyków w Argentynie, Brazylii i Meksyku.
Galicyjski bywa klasyfikowany jako dialekt języka hiszpańskiego.
Galicyjski powstał w wyniku nałożenia się na pierwotne języki iberoceltyckie prowincjonalnej łaciny, a potem wpływały na niego języki napływających tu germańskich Swebów i Wizygotów, później Celtów z Brytanii i Arabów. Współczesny galicyjski jest mocno zhispanizowany.
Od wieku XII do XIV stanowił rodzaj języka literackiego dla całej chrześcijańskiej części Półwyspu Iberyjskiego. Był uznawany za język ludzi wykształconych. Poematy tworzył w nim m.in. król Alfons X Mądry (Cantigas de Santa María). O literaturze tamtego okresu mówi się liryka galicyjsko-portugalska (hiszp. lírica gallego-portuguesa).
W średniowieczu w wyniku zmian politycznych (odłączenie się hrabstwa Portucale od Galicji) wyodrębnił się z niego – by dalej rozwijać się już samodzielnie – język portugalski.

## Język galicyjski a język portugalski

### Różnice w gramatyce

#### Rodzajniki
- Wszystkie rodzajniki określone są takie same w obydwu językach. Nieokreślone: port. um, uma - galic. un, unha

#### Przyimki
- Przyimki bez rodzajników:

| Język portugalski | Język galicyjski |
| ----------------- | ---------------- |
| a                 | a                |
| com               | con              |
| de                | de               |
| em                | en               |
| para              | para             |
| por               | por              |

- Przyimki portugalskie z rodzajnikami:

|     | o    | a    | os    | as    |
| --- | ---- | ---- | ----- | ----- |
| a   | ao   | à    | aos   | às    |
| de  | do   | da   | dos   | das   |
| em  | no   | na   | nos   | nas   |
| por | pelo | pela | pelos | pelas |

- Przyimek com w języku portugalskim nie łączy się z rodzajnikiem.

- Przyimki galicyjskie z rodzajnikami:

|     | o        | a    | os         | as    | un  | unha  | uns  | unhas  |
| --- | -------- | ---- | ---------- | ----- | --- | ----- | ---- | ------ |
| a   | ao - (ó) | á    | aos - (ós) | ás    |     |       |      |        |
| con | co       | coa  | cos        | coas  | cun | cunha | cuns | cunhas |
| de  | do       | da   | dos        | das   | dun | dunha | duns | dunhas |
| en  | no       | na   | nos        | nas   | nun | nunha | nuns | nunhas |
| por | polo     | pola | polos      | polas |     |       |      |        |

#### Inne różnice gramatyczne
- W języku portugalskim partykułą przeczącą jest não, w galicyjskim - non.

#### Czasownik

##### Odmiana czasowników posiłkowych (niektóre formy)
| Język portugalski | Język galicyjski | Forma gramatyczna                          |
| ----------------- | ---------------- | ------------------------------------------ |
| ser               | ser              | bezokolicznik                              |
| é                 | é                | czas teraźniejszy, l. pojedyncza, 3. osoba |
| são               | son              | czas teraźniejszy, l. mnoga, 3. osoba      |

### Różnice w ortografii
- Portugalskie g przed e lub przed i w galicyjskim staje się x: port. geral, álgebra, original - galic. xeral, álxebra, orixinal.
- Portugalskie j przed u w galicyjskim staje się x: port. julho, ajuda - galic. xullo, axuda.
- Portugalskie -lh- przed o, a w galicyjskim staje się -ll-: port. melhor, orgulho - galic. mellor, orgullo.
- Portugalskie -nh- przed o, a w galicyjskim staje się -ñ-: port. sonhar, punho - galic. soñar, puño.
- Wyrazy portugalskie kończące się na -m w galicyjskim kończą się na -n
- Portugalskie -qu- przed a w galicyjskim staje się -c-: port. quatro, equação - galic. catro, ecuación.
- Portugalskie -ss- w galicyjskim staje się -s-: port. essa, assegurar, passado - galic. esa, asegurar, pasado.

### Przedrostki i przyrostki
- Przyrostki:

| Język portugalski            | Język galicyjski                          | Uwagi                                                                                       |
| ---------------------------- | ----------------------------------------- | ------------------------------------------------------------------------------------------- |
| -ança                        | -anza                                     |                                                                                             |
| -dade                        | -dade                                     |                                                                                             |
| -ês                          | -és                                       | przymiotnik od narodowości                                                                  |
| -ção (l.poj.), -ções (l.mn.) | -ción (l.poj.), -cións(l.mn.)             | W galicyjskim c zostaje podwojone gdzie w łac. -ctio                                        |
| -vel (l.poj.), -veis (l.mn.) | -ble, -bel (l.poj.), -bles, -beis (l.mn.) | W galicyjskim nie oznacza się samogłoski akcentowanej: port. invencível - galic. invencible |